# 제러미 포프
제러미 포프(영어: Jeremy Pope, 1992년 7월 9일 ~ )는 미국의 뮤지컬 배우로, 브로드웨이 뮤지컬 《합창단 소년 Choir Boy》과 《에인 투 프라우드 Ain't Too Proud》로 2019년 토니상 2개 부문에 후보로 올랐다. 2020년 넷플릭스 드라마 《오, 할리우드》에서 흑인 시나리오 작가 아치 역으로 출연했다.
플로리다주 올랜도 출신으로 뉴욕의 미국공연예술아카데미(American Musical and Dramatic Academy)를 졸업했다. 커밍아웃한 동성애자이다.

## 무대 경력
- 합창단(Choir Boy) - 2013-14년
- 보이지 않는 실(Invisible Thread) - 2015년
- 뷰 업스테어(The View UpStairs) - 2017년
- 에인 투 프라우드(Ain't Too Proud) - 2018년